# Stare Žage
Stare Žage je naselje u slovenskoj Općini Dolenjskim Topllicama. Stare Žage se nalazi u pokrajini Dolenjskoj i statističkoj regiji Jugoistočnoj Sloveniji. 

## Stanovništvo
Prema popisu stanovništva iz 2002. godine naselje je imalo 36 stanovnika.